# Христо Сантов (сценарист)
 Тази статия е за българският сценарист.  За българския революционер вижте Христо Сантов (революционер).  
Христо Кирилов Сантов е български сценарист.

## Биография
Роден е в град София на 16 ноември 1926 г. В периода 1949 – 1953 г. завършва ВГИК, Москва със специалност кинодраматургия. Умира в родния си град на 20 април 1997 г.

## Филмография
- Смърт няма (1963)
- Чипровските килими (1963)
- Гераците (1958)
- Юнак Марко (1955)